# Virgil Thomson
Virgil Thomson, född 25 november 1896 i Kansas City, Missouri, död 30 september 1989 i New York, var en amerikansk kompositör och kritiker.

## Biografi
Thomson levde som barn med Alice Smith, barnbarn till Joseph Smith, grundare av den religiösa rörelsen Sista dagars heliga. Efter första världskriget kunde han börja studera vid Harvard University tack vare ett lån från Dr. Fred M. Smith, ordförande för den omorganiserade Jesu Kristi Kyrka av Sista Dagars Heliga, och far till Alice Smith. Vid Harvard, inriktade Thomson sina studier på pianospel under Erik Satie. Han studerade i Paris på ett stipendium i ett år, och efter examen, bodde han i Paris 1925-40. Han studerade så småningom med Nadia Boulanger och blev fast för "Paris på tjugotalet".
Thomsons viktigaste vän från denna period var Gertrude Stein, som var konstnärlig medarbetare och mentor till honom. Efter publiceringen av hans bok, The State of Music, etablerade han sig i New York som anhängare av Aaron Copland, och var också en musikkritiker för New York Herald-Tribune 1940-54.
Thomson blev ett slags mentor och fadersfigur för en ny generation av amerikanska tonala kompositörer som Ned Rorem, Paul Bowles och Leonard Bernstein, en krets förenade lika mycket av deras delade homosexualitet som genom deras liknande känslor i kompositionen. Kvinnliga tonsättare ingick inte i denna cirkel, och vissa har tillspetsat sagt att som kritiker ignorerade han deras verk, eller anslog en nedlåtande ton.

## Priser och utmärkelser
Thomson var mottagare av Yale Universitys Sanfordmedalj. År 1988 tilldelades han National Medal of Arts. Han var nationell beskyddare av Delta Omicron, ett internationellt sällskap för professionell musik.

## Diskografi (urval)
- 3 Symfonier (nr. 1 Symphony on a Hymn Tune.)
- The River (filmmusik)
- The Plow that Broke the Plane (filmmusik)
- Lousiana Story (filmmusik)
- The Mother of Us All (Opera)
- Four Saints in Three Acts (Opera)
- Getrud (Opera)
- Lord Byron (Opera)